# Esther Smith (ca sĩ)
Esther Smith là một nhạc sĩ phúc âm đến từ Ghana.
Cô đã giành được giải thưởng cho Album Tin lành của năm, Nghệ sĩ phúc âm của năm và Trình diễn giọng nữ hay nhất năm 2003 tại Giải thưởng âm nhạc Ghana. Cô đã giành được giải thưởng Album Tin lành hay nhất của năm, Bài hát hay nhất trong năm và Album hay nhất trong năm tại lễ trao giải Ghana Music 2004.